# Еммет (округ, Мічиган)
Шаблон:StateAbbr_ 45°35′ пн. ш. 84°59′ зх. д. / 45.58° пн. ш. 84.98° зх. д.
Округ  Еммет (англ. Emmet County) — округ (графство) у штаті Мічиган, США. Ідентифікатор округу 26047.

## Історія
Округ утворений 1840 року.

## Демографія
За даними перепису 
2000 року 
загальне населення округу становило 31437 осіб, зокрема міського населення було 8158, а сільського — 23279.
Серед мешканців округу чоловіків було 15459, а жінок — 15978. В окрузі було 12577 домогосподарств, 8527 родин, які мешкали в 18554 будинках.
Середній розмір родини становив 2,97.
Віковий розподіл населення поданий у таблиці:
| Стать    | До 15 років | 15-21 | 22-29 | 30-39 | 40-49 | 50-65 | 65-85 | Понад 85 |
| -------- | ----------- | ----- | ----- | ----- | ----- | ----- | ----- | -------- |
| Чоловіки | 3362        | 1467  | 1333  | 2188  | 2616  | 2628  | 1684  | 181      |
| Жінки    | 3134        | 1342  | 1355  | 2121  | 2774  | 2622  | 2188  | 442      |

## Суміжні округи
- Мекінак — північний схід
- Чебойган — схід
- Шарлевуа — південь

## Виноски
1. ↑  US Decennial Census. US Census Bureau. Архів оригіналу за 12 травня 2015. Процитовано 21 вересня 2014.
2. ↑  Historical Census Browser. University of Virginia Library. Архів оригіналу за 11 серпня 2012. Процитовано 21 вересня 2014.
3. ↑  Population of Counties by Decennial Census: 1900 to 1990. US Census Bureau. Архів оригіналу за 15 листопада 2018. Процитовано 21 вересня 2014.
4. ↑  Census 2000 PHC-T-4. Ranking Tables for Counties: 1990 and 2000 (PDF). US Census Bureau. Архів оригіналу (PDF) за 18 грудня 2014. Процитовано 21 вересня 2014.
5. ↑  State & County QuickFacts. US Census Bureau. Архів оригіналу за 10 липня 2011. Процитовано 27 серпня 2013.(англ.) Наведено за англійською вікіпедією.
6. ↑  American FactFinder. Бюро перепису населення США. Архів оригіналу за 21 травня 2008. Процитовано 31 січня 2008.

| США | Це незавершена стаття з географії США. Ви можете допомогти проєкту, виправивши або дописавши її. |